# Egil Eide
Egil Næss Eide (Haugesund, 24 agosto 1868 – Haugesund, 13 dicembre 1946) è stato un attore, regista e attore teatrale norvegese.

## Filmografia parziale

### Attore
- Gränsfolken, regia di Mauritz Stiller (1913)
- Vingarne, regia di Mauritz Stiller (1916)
- Synnöve Solbakken, regia di John W. Brunius (1919)
- Norrtullsligan, regia di Per Lindberg (1923)

### Regista
- Envar sin egen lyckas smed (1917)